# Marcel-Hubert Grégoire
Pour les articles homonymes, voir Grégoire.
 (mai 2012).
Si vous disposez d'ouvrages ou d'articles de référence ou si vous connaissez des sites web de qualité traitant du thème abordé ici, merci de compléter l'article en donnant les références utiles à sa vérifiabilité et en les liant à la section « Notes et références ».
Marcel-Hubert Grégoire né à Aye le 29 mai 1902, mort à Watermael-Boitsfort le 9 septembre 1982[réf. nécessaire] est un homme politique belge et un militant wallon.
Il fut élu député du Parti socialiste belge de 1946 à 1949, déposa la motion fédéraliste travaillée par les Congrès nationaux wallons et fut conseiller communal à Watermael-Boitsfort.
Exclu de facto du PSB parce qu'il s'est déclaré Député wallon de Bruxelles, cet ancien résistant de la Résistance armée se retrouve alors sans emploi et sans revenus. Il semble qu'il ait été aidé à cet égard par plusieurs militants qui lui permirent de maintenir son activité au sein du mouvement wallon qu'il ne cessa d'animer, notamment par de nombreuses collaborations dans la presse, comme dans Le Gaulois et dans le journal La Wallonie organe de la FGTB de Liège à la fin des années 1950, ou encore dans le Mouvement populaire wallon d'André Renard. En 1964, il devient membre des Fédéralistes démocrates francophones (FDF) où il joue un rôle effacé mais non moins influent, considéré comme l'« éminence grise » de ce parti selon l'Encyclopédie du Mouvement wallon.
Avant la Seconde Guerre mondiale, il tient de nombreux meetings contre Léon Degrelle. Lors de l'occupation allemande, il rejoint la résistance et ensuite le gouvernement en exil à Londres. À la Libération, il est chargé du rapatriement des prisonniers belges en Allemagne : il tombe sur un convoi américain qui emmène des prisonniers belges vers les camps de Sibérie (les Américains les avaient pris pour des juifs). De retour en Belgique, il constate que les Américains font des rafles à Bruxelles afin de renvoyer en Russie tous les gens dont le nom a une consonance des pays de l'Est. Il publie la directive ministérielle Grégoire qui dénonce cette pratique ; l'affaire fait scandale. L'affaire est cependant étouffée, mais il n'en démordra jamais.
Ce fut la fin de sa carrière au PSB et au devant de la scène politique : il est obligé de démissionner de ses fonctions en 1949, la police ayant trouvé du matériel d'avortement dans sa voiture de fonction.
Ami de Paul-Henri Spaak, il rejoint alors les FDF où il travaille dans l'ombre sous le surnom de "l'éminence grise".
Marcel Grégoire est l'un des petits fils de Marcelin Grégoire et officieusement de Fanny de Neuheuser : si cette affirmation est fausse comment expliquer que 600 ha des terres du château d'Assonville à Aye et plusieurs bâtiments remarquables appartenaient à son père et à ses oncles.